# Olof Regnstrand
Johan Olof Regnstrand, född 8 juli 1887 i Stockholm, död 7 februari 1954 i Ottilielund, Solna församling, var en svensk bankman.
Olof Regnstrand var son till vice häradshövdingen Olof Victor Regnstrand. Han avlade mogenhetsexamen i Stockholm 1904, blev juris kandidat vid Uppsala universitet 1908 och utexaminerades från Handelshögskolan i Stockholm 1911. Han var 1912–1913 sekreterare i Sveriges industriförbund och bedrev 1913–1921 revisionsverksamhet, varav som auktoriserad revisor 1917–1921. Efter att ha varit sekreterare och kassaförvaltare vid Stockholms högskola 1915–1921 inträdde Regnstrand i Stockholms enskilda bank, där han 1932 blev direktörsassistent och 1935–1947 var direktör. Från 1947 utövade han privat revisionsverksamhet. Regnstrand var en av stiftarna av Svenska ekonomföreningen 1912 och dess ordförande 1912–1933. Han var ledamot av styrelsen för Föreningen Nordens bank- och handelskurser 1923, 1930 och 1934, det sistnämnda året ordförande och kursledare. Från 1942 var han ledamot av styrelsen för Allmänna barnbördshuset i Stockholm. Regnstrand utgav Handbok öfver föreningar (1913) samt skrev diverse uppsatser i ekonomiska frågor.